# Academia de Ciencias de Rusia
La Academia de Ciencias de Rusia (ruso: Российская академия наук (РАН), Rossískaya akadémiya naúk (RAN)) es la organización científica nacional de Rusia que reagrupa los institutos científicos del país y tiene como objetivo organizar y realizar investigaciones fundamentales. Ha sido renombrada y trasladada durante varias ocasiones en su historia. Actualmente su sede se encuentra en Moscú.

## Membresía
Para convertirse en miembro de la academia, se deben tener grandes méritos científicos. Hay dos niveles de membresía: un miembro activo (académicos, 865 personas en junio de 2025) y miembro corresponsal (1134 personas). También, hay profesores asociados con la academia (713 personas, incluyendo 188 de los que ya miembro corresponsal y 31 que ya miembro activo).

## Historia

### Academia de Ciencias de San Petersburgo
La academia fue fundada por Pedro I en San Petersburgo del Imperio ruso por decreto del senado de 22 de enero de 1724. Mantuvo este nombre de 1724 a 1917. Los primeros invitados a trabajar en ella fueron reconocidos científicos europeos, como los matemáticos Leonhard Euler, Christian Goldbach, Nicolás y Daniel Bernoulli, el embriólogo Caspar Friedrich Wolff, el astrónomo y geógrafo Joseph-Nicolas Delisle, el físico Georg Wolfgang Krafft o el historiador Gerhard Friedrich Müller.
Bajo dirección de la princesa Yekaterina Dáshkova (de 1783 a 1796) se contrató a la Academia la compilación del Diccionario de la Academia de Rusia (Словарь Академии Российской). Las expediciones para explorar las partes alejadas del país tenían a científicos de la academia como líderes o como destacados participantes activos. Las más importantes fueron la segunda expedición a Kamchatka dirigida por Vitus Bering (1733-43) y las expediciones de Peter Simon Pallas a Siberia.
Desde 1917 empezó a llevar el nombre actual, hasta 1925.

### Era soviética
En 1925 el gobierno soviético reconoció a la Academia de Ciencias de Rusia como la "institución científica más elevada de toda la Unión" y la renombró Academia de Ciencias de la Unión Soviética (AN SSSR). Ésta ayudó a establecer las distintas academias nacionales científicas en otras repúblicas soviéticas (a excepción de RSFS de Rusia), en muchos casos delegando a científicos prominentes a vivir y trabajar en otras repúblicas. En el caso de Ucrania, la academia ya estaba fundada antes de la llegada de los bolcheviques. Estas academias fueron:
| República           | Nombre local                           | Fundada en | Sucesora                                                        |
| ------------------- | -------------------------------------- | ---------- | --------------------------------------------------------------- |
| RSS de Ucrania      | Українська академія наук               | 1918       | Academia Nacional de Ciencias de Ucrania                        |
| RSS de Bielorrusia  | Акадэмія Навук Беларускай ССР          | 1929       | Academia Nacional de Ciencias de Bielorrusia                    |
| RSS de Uzbekistán   | Ўзбекистон ССР Фанлар академияси       | 1943       | Academia de Ciencias de Uzbekistán                              |
| RSS de Kazajistán   | Қазақ ССР Ғылым Академиясы             | 1946       | Academia Nacional de las Ciencias de la República de Kazajistán |
| RSS de Georgia      | საქართველოს სსრ მეცნიერებათა აკადემია  | 1941       | Academia de Ciencias de Georgia                                 |
| RSS de Azerbaiyán   | Азәрбајҹан ССР Елмләр Академијасы      | 1935       | Academia Nacional de Ciencias de Azerbaiyán                     |
| RSS de Lituania     | Lietuvos TSR Mokslų akademija          | 1941       | Academia de Ciencias de Lituania                                |
| RSS de Moldavia     | Академия де Штиинце а РСС Молдовенешть | 1946       | Academia de Ciencias de Moldavia                                |
| RSS de Letonia      | Latvijas PSR Zinātņu akadēmija         | 1946       | Academia de Ciencias de Letonia                                 |
| RSS de Kirguistán   | Кыргыз ССР Илимдер академиясы          | 1954       | Academia Nacional de Ciencias de la República Kirguisa          |
| RSS de Tayikistán   | Академияи Фанҳои РСС Тоҷикистон        | 1953       | Academia de Ciencias de la República de Tayikistán              |
| RSS de Armenia      | Հայկական ՍՍՀ գիտությունների ակադեմիա   | 1943       | Academia Nacional de Ciencias de Armenia                        |
| RSS de Turkmenistán | Түркменистан ССР Ылымлар Академиясы    | 1951       | Academia de Ciencias de Turkmenistán                            |
| RSS de Estonia      | Eesti NSV Teaduste Akadeemia           | 1946       | Academia de Ciencias de Estonia                                 |

En 1934 las jefaturas de la academia fueron trasladadas de San Petersburgo a la capital, Moscú, junto con un número de institutos académicos.

### Desde 1991

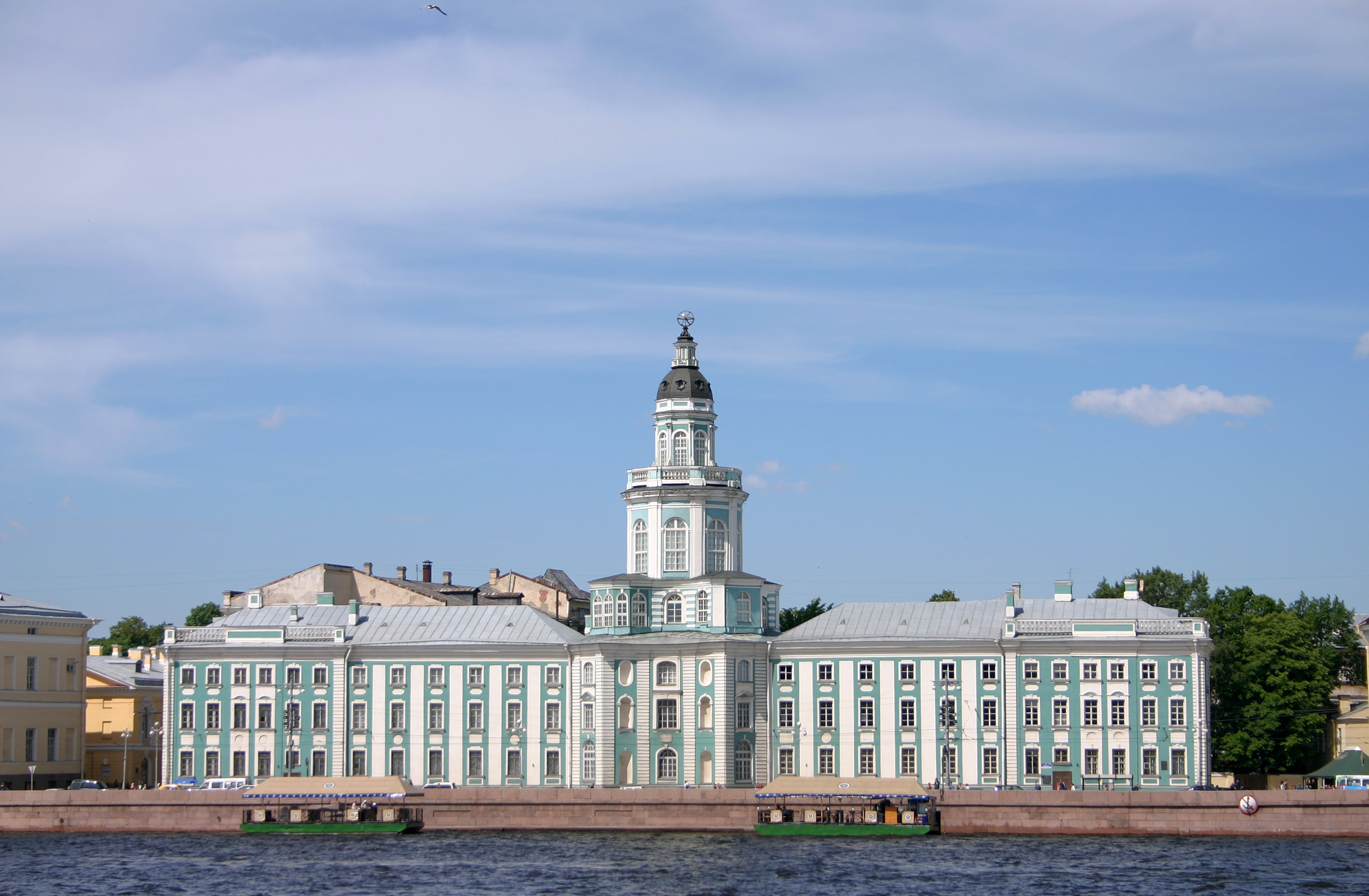
Sede original de la Academia Imperial de las Ciencias, la Kunstkamera en San Petersburgo.

El 2 de diciembre de 1991, poco antes de la disolución de la Unión Soviética, el presidente de la Federación de Rusia estableció un decreto que restauró la Academia de Ciencias de Rusia, heredando todas las instalaciones de la Academia de Ciencias de la Unión Soviética en el territorio ruso.

## Miembros de habla hispana
Actuales miembros extranjeros de habla hispana de la Academia de Ciencias de Rusia son:
- Antonio Luque López
- Fernando Bea Barredo